# Locomotiva DB V 20
La locomotiva V20 è stata una locomotiva diesel a trasmissione idraulica costruita su commissione delle autorità militari tedesche per esigenze belliche.

## Storia
Le locomotive diesel a trasmissione idraulica, classificate come WR 200, vennero costruite dalle principali fabbriche della Germania tra il 1936 e il 1943 in numero di 125 unità allo scopo di dotare il parco rotabili di mezzi maneggevoli e robusti adatti alle esigenze belliche. La Deutsche Bundesbahn ne immatricolò 23 unità come gruppo V20 nel secondo dopoguerra. Nel 1968 vennero riclassificate con la nuova numerazione Br 270 fino alla dismissione decisa nel 1978 dalle DB.
La Br 270.035 è stata restaurata e conservata a scopo storico-museale; altre locomotive risultano restaurate a scopo storico,  alienate o demolite.

## Caratteristiche
Le locomotive V20 vennero fornite di motore diesel a 6 cilindri in linea , della potenza 150 kW. Il cambio era idraulico Voith tipo L33Y. Il moto veniva trasmesso alle ruote tramite asse cieco contrappesato accoppiato con biella ai due assi della locomotiva.